# Бойд, Джеймс (боксёр)
Дже́ймс Фе́лтон Бойд (англ. James Felton Boyd; 30 ноября 1930, Роки-Маунт — 25 января 1997, Балтимор) — американский боксёр полутяжёлой весовой категории. В середине 1950-х годов выступал за сборную США: чемпион летних Олимпийских игр в Мельбурне, победитель многих международных турниров и национальных первенств. В период 1959—1962 боксировал на профессиональном уровне, но без особых достижений.

## Биография
Джеймс Бойд родился 30 ноября 1930 года в городе Роки-Маунт, штат Северная Каролина. Активно заниматься боксом начал в раннем детстве в одном из боксёрских залов соседнего городка Уинстон-Сейлем, затем продолжил подготовку во время службы в вооружённых силах. Первого серьёзного успеха на ринге добился в 1955 году, когда в полутяжёлом весе выиграл несколько армейских турниров и стал попадать в основной состав национальной сборной. В 1956 году одержал победу на турнире «Золотые перчатки» в Чикаго и благодаря череде удачных выступлений удостоился права защищать честь страны на летних Олимпийских играх в Мельбурне. На Олимпиаде одолел всех своих соперников, в том числе советского боксёра Ромуальдаса Мураускаса и румына Георге Негря в полуфинале и финале соответственно.
Получив золотую олимпийскую медаль, Бойд остался служить в армии США, но в 1959 году решил попробовать себя в профессиональном боксе и уволился из вооружённых сил. Тем не менее, карьера в новом амплуа не сложилась — в течение трёх лет он провёл всего лишь 7 боёв, из них выиграл только два, в двух случаях проиграл, и трижды была зафиксирована ничья. Таким образом, в конце 1962 года после очередного поражения Джеймс Бойд принял решение завершить карьеру профессионального спортсмена, так ни разу и не поучаствовав в титульных боях. После завершения спортивной карьеры работал медбратом в балтиморском госпитале для ветеранов.
Умер от рака 25 января 1997 года в Балтиморе, штат Мэриленд.